# اختیارالدین حسن
امیر اختیارالدین حسن قورچی، از بزرگان امرای روزگار آل مظفر و از خواص و محارم  شاه شجاع مظفری بود. شاه شجاع، این امیر را پیوسته به مأموریتهای بزرگ و ویژه که از سپردنشان به دیگران بیم داشت، می فرستاد که از جملهٔ آنها می توان سفارت به دربار  سلطان اویس ایلکانی، فرمانروایی کرمان که از دید شاه شجاع، موطن اصلی آل مظفر و حتی مهم تر از پایتخت بود و نهایتاً وصایت برای بردن پیکر شاه شجاع به مدینه و دفن کردنش در آن شهر را نام برد. امیر اختیارالدین حسن با اوصافی چون «بزرگ دنیا و دین» و «به خصائل حمیده و اخلاق پسندیده، آراسته» موصوف و مشهور بود.

## ابتدای کار
نخستین حضور پررنگ امیر اختیارالدین حسن در صفحات تاریخ در حوادث سال 765 هجری قمری است و امیر اختیارالدین حسن در آن هنگام، اتابک مجاهدالدین سلطان زین العابدین، فرزند و ولیعهد آیندۀ شاه شجاع بود و این نشانگر نهایت اعتماد شاه شجاع به او بود. در این سال شاه محمود مظفری که فرمانروای اصفهان از دست برادرش شاه شجاع بود، به یاری سپاهی که سلطان اویس ایلکانی در اختیارش نهاده بود، شیراز را محاصره کرد، اما از تحکّمات سرداران ایلکانی آزرده شد و به شاه شجاع پیغام فرستاد که موقتاً از شیراز خارج شود و به ابرقو برود تا او سپاه ایلکانی را بازگرداند و از آن پس، رسم خادم و مخدومی، دوباره برقرار خواهد شد. قرار بر آن شد که شاه محمود، راه دژ سربند را باز گذارد تا عبور شاه شجاع به سوی ابرقو از آن جانب باشد، اما شاه شجاع که از نقض عهد دشمن بیم داشت، راه گرداند و از سمتی دیگر عازم ابرقو شد و بیم او نیز درست درآمد و سپاهیان ایلکانی و بقایای سرداران آل اینجو بی آگاهی و رضایت شاه محمود، راهها را فروگرفته بودند و میان شاه شجاع و سپاه اندکش و خانواده اش جدایی افتاد و هریک از جانبی و به نوعی، خود را به ابرقو رساندند. در آن واقعه، محافظت از سلطان زین العابدین که به غایت خردسال بود و مادرش، خاتون عظمی که از خاندان سادات بود، بر عهدۀ امیر اختیارالدین حسن نهاده شد و او با انحراف از مسیر و رفتن به شولستان، راه خود را از میان سپاه دشمن باز کرد و شاهزادۀ خردسال را به سلامت به ابرقو رساند. 

## امارت کرمان
کرمان همواره از دید شاه شجاع مهم ترین شهر و ملک خاص دودمان مظفری و خاستگاه آنان و بازگشتگاه آنان در روزهای حادثه انگاشته می شد. به همین سبب شاه شجاع در انتصاب فرمانروای کرمان، ملاحظات بسیار داشت. سپردن کرمان به پهلوان اسد خراسانی به سبب همین ملاحظات و به جهت اعتماد در حد ارادت شاه شجاع به او بود، اما چون پهلوان اسد، نافرمان شد، شاه شجاع بر آن شد که در کار کرمان، دقت بیشتر کند و حتی آن شهر را به برادرش عمادالدین احمد نیز نداد. سرانجام رای شاه شجاع بر آن قرار گرفت که حکومت کرمان را در سال 776 به امیر اختیارالدین حسن بسپارد و این امیر تا زمان وفات شاه شجاع در 786هجری قمری در این سمت بود. کرمان در روزگار او دوره ای درخشان از امن و آبادی و فراوانی و پرورش اصحاب دانش و دین و فضل را شاهد بود. «شاه شجاع، امیر سعید مرحوم، اختیارالدین حسن قورچی را نامزد حکومت کرمان کرد. آن بزرگ دین و دنیا به خصائل حمیده و اخلاق پسندیده آراسته بود و در هیچ تاریخ شهبازی همچون او بر قصر حکومت کرمان سایه نینداخته و اهالی بیچارۀ این دیار را که از ضربت حوادث مجروح بودند مرهمی بود و به سعی جمیل او مملکت باز رونقی گرفت».

## پایان زندگانی
شاه شجاع در روز یکشنبه بیست و دوم شعبان 786 هجری قمری در شیراز درگذشت. او پیش از وفات، فرزندش مجاهدالدین سلطان زین العابدین را جانشین خود ساخت و عمادالدین سلطان احمد را به فرمانداری کرمان فرستاد. سلطان احمد در روز جمعه بیستم شعبان وارد کرمان شد و حکم فرمانداری خود را به امیر اختیارالدین حسن ابلاغ کرد. امیر با آنکه بر تسلیم نکردن کرمان، توانا بود، سلطان احمد را به گرمی پذیرفت و وی را در قصر همایون کرمان فرود آورد و کلید خزاین و دژها را تسلیم او ساخت و خود آمادۀ بازگشت به شیراز شد تا در خدمت شاه شجاع باشد. سلطان احمد از عزیمت او مانع شد و گفت: تو ما را به جای پدری، صلاح آن است که در کرمان بمانی تا از شیراز، خبری برسد. از آن پس اگر شاه شجاع زنده باشد، مختاری که به شیراز بروی و اگر درگذشته باشد، در کرمان بمان و مال و ملک از تو دریغ نداریم. دو روز پس از آن در بیست و دوم شعبان، خبر وفات شاه شجاع به کرمان واصل شد. کرمانیان که با شاه شجاع به سبب انتشابش به کرمان از سوی مادر، مهر ویژه داشتند، در آن واقعه سوگ بسیار داشتند. پس از آن، سلطان احمد عهده دار فرمانروایی کرمان برّاً و بحراً با مضافات دریایی آن از قبیل کیش و هرمز تا ساحل رود سند شد و امیر اختیارالدین حسن را اتابک و وزیر خود ساخت. امیر اختیارالدین حسن چتدی در آن سمت و در خدمت سلطان احمد بود تا آنکه در حدود سال 790 هجری وفات یافت.